# Günther van Well

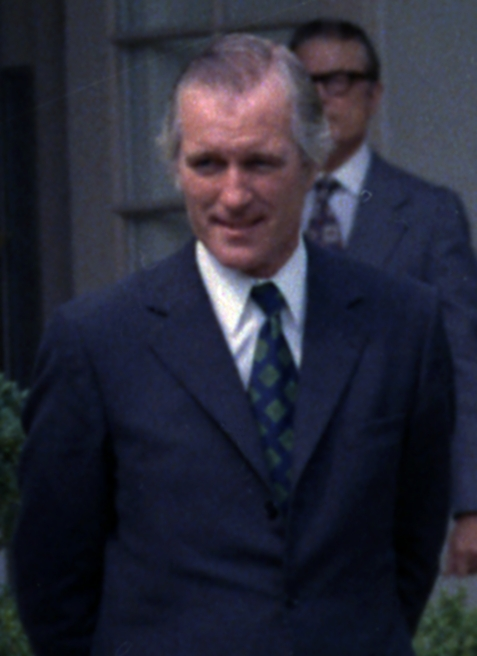
Günther van Well 1973 in den USA

Günther van Well (* 15. Oktober 1922 in Osterath; † 14. August 1993 in Bonn) war ein deutscher Diplomat und Staatssekretär im Auswärtigen Amt (1977 bis 1981).

## Leben
Als Ministerialdirigent und Ministerialdirektor im Auswärtigen Amt war er Anfang der 1970er Jahre an der Ausarbeitung der Annäherung an die DDR sowie den Vier-Mächte-Abkommen beteiligt. Als amtierender Staatssekretär wurde er vom damaligen Außenminister Hans-Dietrich Genscher auch zu dessen persönlichen Beauftragten für Katastrophenvorbeugung ernannt.
Im Anschluss an seine Tätigkeit als Staatssekretär war van Well Botschafter und Ständiger Vertreter der Bundesrepublik Deutschland bei den Vereinten Nationen. Danach fungierte er von 1984 bis 1987 als deutscher Botschafter in Washington, D.C.
Als Botschafter a. D. engagierte sich van Well als Teilnehmer des „Bergedorfer Gesprächskreises“ der Körber-Stiftung neben vielen anderen Persönlichkeiten für eine Verständigung über internationale Probleme und Themen sowie als Geschäftsführender Stellvertretender Präsident der Deutschen Gesellschaft für Auswärtige Politik e. V., Bonn.

## Veröffentlichungen
- Die Entwicklung der gemeinsamen Nahostpolitik der Neun. In: Europa-Archiv, 4/1976.
- Teilnahme Berlins am internationalen Geschehen. Ein dringender Punkt auf der Ost-West-Tagesordnung. In: Europa-Archiv, 20/1976.
- Belgrad 1977. Das KSZE-Folgetreffen und seine Bedeutung für den Entspannungsprozeß. In: Europa-Archiv, 18/1977.
- Politische Aspekte des Strukturwandels der Weltwirtschaft. In: Europa-Archiv, 3/1979.
- Wandel in Europa und die beiden deutschen Staaten. In: Europa-Archiv, 19/1989, S. 569–576.
- Auf der Suche nach der Gestalt Europas. Festschrift für Wolfgang Wagner zum 65. Geburtstag am 23. August 1990 (Mitherausgeber Jochen Thies).
- Deutschland und die UN. In: Rüdiger Wolfrum (Hrsg.): Handbuch Vereinte Nationen. München 1991², S. 71–77.
- Der Auswärtige Dienst in einer Zeit des Wandels. In: Europa-Archiv, 10/1992, S. 269–278 und 14/1992, S. 391–396.
- Die Vereinten Nationen als Friedensstifter. Möglichkeiten und Grenzen der Weltorganisation. In: Die Vereinten Nationen und Österreich, 1/1993, 7 – 11.